# ألبرت تومينوف
كريستيان (بالروسية: Альберт Туменов؛ لغة القراشاي: Туменланы Альберт Хусейнни жашы؛ مواليد 26 ديسمبر 1991) هو مُقاتل فنون قتالية مختلطة روسي.

## وصلات خارجية
- ألبرت تومينوف على موقع يو إف سي (الإنجليزية)
- ألبرت تومينوف على موقع شيردوغ (الإنجليزية)
- ألبرت تومينوف على موقع Tapology.com (الإنجليزية)
- ألبرت تومينوف على موقع IMDb (الإنجليزية)